# رودخانه سوات
رودخانه سوات (اردو: دریائی سوات , پشتو: سوات سیند) رودخانه ای دائمی در ناحیه شمالی استان خیبر پختونخوا پاکستان است. سرچشمه رودخانه در دره‌های یخچال‌های طبیعی در ارتفاعات کوهستان هندوکش است و از آنجا ابتدا به دره کلام می‌ریزد و سپس وارد دره سوات ‌می‌شود.

## نام
کلمه سوات یک نام سانسکریت است که ممکن است به معنای «آب آبی شفاف» باشد. در نظریه دیگری گفته می‌شود که کلمه سوات از کلمه سانسکریت شِوِتا (shveta) گرفته‌ شده است. همچنین برای توصیف آب شفاف رودخانه سوات استفاده می‌شود. در نزد یونانیان باستان، این رودخانه به نام سوآستوس شناخته می‌شد. زائر چینی فاکسیان از سوات به عنوان سو-هو تو یاد می‌کند.

## مسیر رود
سرچشمه رود سوات در کوه‌های هندوکش قرار دارد، جایی که در طول سال از آب‌های یخبندان تغذیه می‌شود. از دره‌های مرتفع کوهستان سوات، رودخانه از محل تلاقی رودخانه Usho و رودخانه Gabral تشکیل می‌شود و از میان تنگه‌های باریک دره کلام تا شهر مدیان می‌گذرد. از آنجا، رودخانه به آرامی برای ۱۶۰ کیلومتر از طریق مناطق مسطح در دره سوات تا چکدره به پایین‌دست حرکت می‌کند. در انتهای جنوبی دره سوات، رودخانه قبل از ورود به دره پیشاور، وارد تنگه ای باریک می‌شود و به رودخانه پنجکورا می‌پیوندد. سرانجام به رودخانه کابل در نزدیکی چارسدا ختم می‌شود.

### دبی رودخانه
میانگین دبی در موندا ۲۸۰ متر مکعب در ثانیه است.

## اثر اقتصادی رودخانه
رودخانه سوات نقش مهمی در اقتصاد دره ایفا می‌کند. مناطق پایین‌دست رودخانه سوات و دره مالاکند توسط مجموعه‌ای از کانال‌ها آبیاری می‌شوند که در سال ۱۹۰۳ توسط انگلیسی‌ها ساخته شدند.
کانال سوات از زیر گذرگاه مالاکند و از طریق تونل بنتون می‌گذرد که در سال ۱۹۱۴ تکمیل شد. در پایین شهر درگئی، کارگاه موندا کانال‌هایی را تغذیه می‌کنند که کانال‌های کوچک‌تر متعددی را در نواحی چارسدا، سوابی و مردان در دره پیشاور تأمین می‌کنند. این کارگاه در سال ۱۹۲۱ توسط بریتانیا ساخته شد. این رودخانه همچنین در طول مسیر از طریق نفوذ آب به زمین چاه‌ها و چشمه‌ها را تغذیه می‌کند.

### نیروگاه برق‌آبی
آبهای رود سوات برای تولید انرژی برق آبی در نیروگاه برق آبی جابان (تکمیل در سال ۱۹۳۸) و نیروگاه برق آبی درگای (تکمیل در سال ۱۹۵۲) استفاده می‌شود. سد مهمند که در پایین دست مسیر رودخانه سوات قبل از ورود به دره پیشاور در حال ساخت می‌باشد، دارای ۷۴۰ مگاوات ظرفیت تولید برق توسط توربین‌های نصب شده‌است.
پروژه‌های پیشنهادی برق آبی در امتداد مسیر رودخانه عبارتند از: HPP Asrit Kedam, Gabral HPP و Matiltan HPP.

## آلبوم عکس

بخش رودخانه سوات دردره کلام
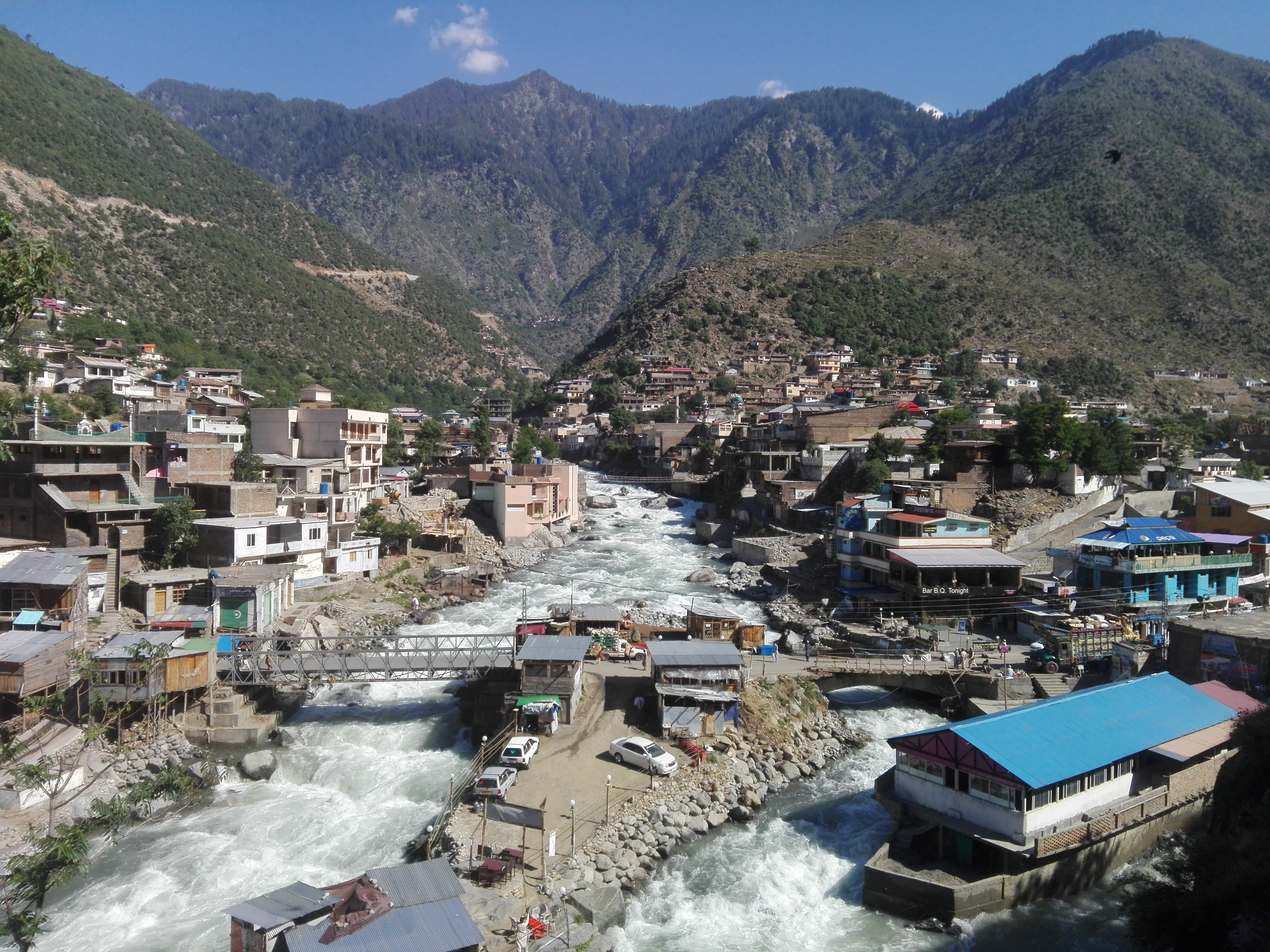
شهر بحرین که در کنار رودخانه ساخته شده‌است
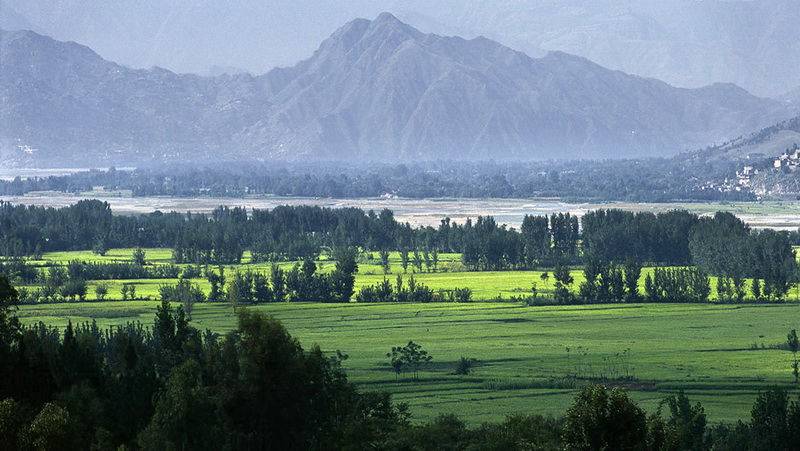
پایین دست دره رودخانه سوات
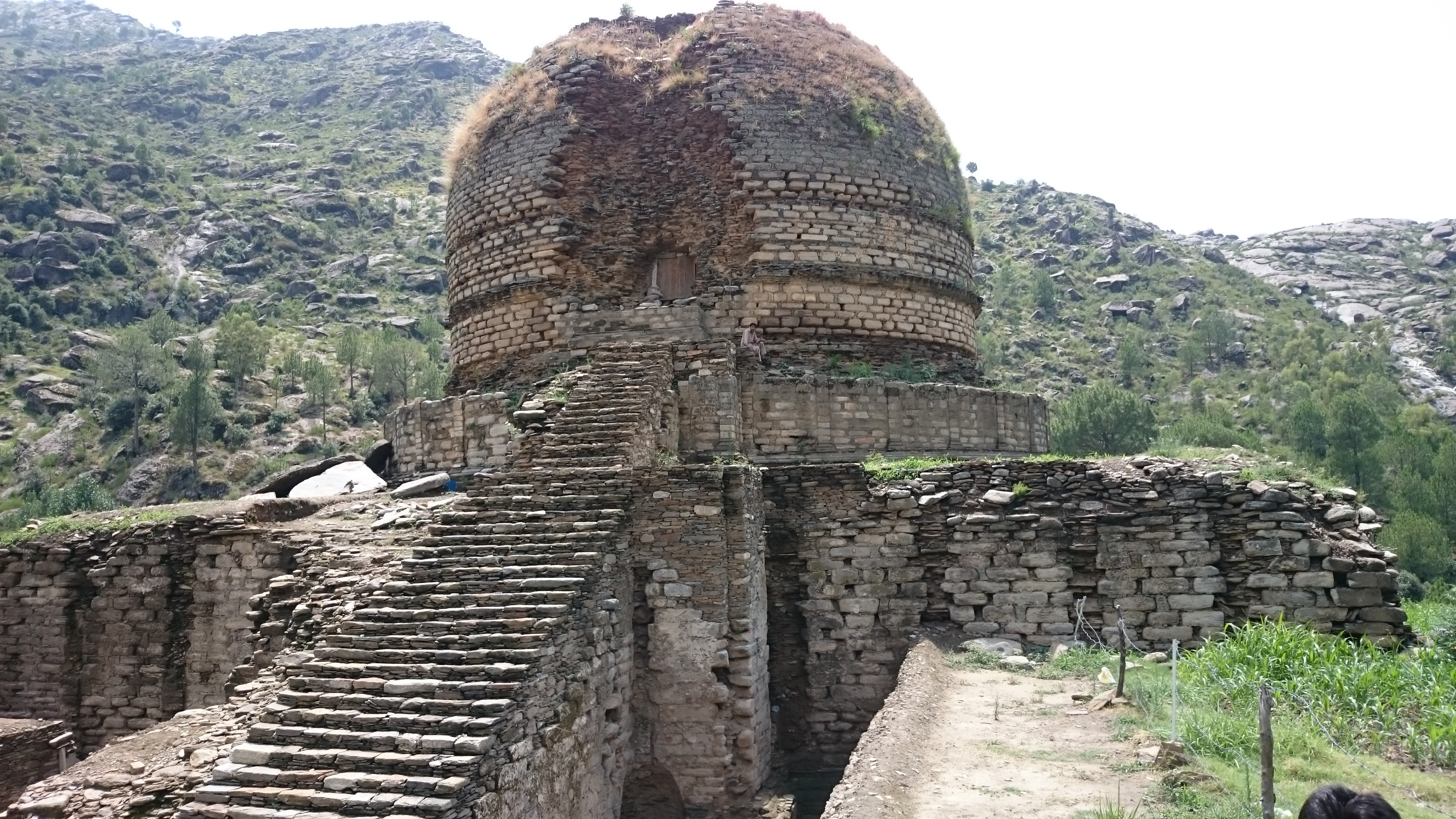
استوپا آملوک-دارا یکی از مکان‌های بودایی باستانی است که در سراسر رودخانه پراکنده شده‌است.